# A.C. Belluno 1905
Associazione Calcio Belluno 1905 là một câu lạc bộ bóng đá Ý có trụ sở tại Belluno, Veneto.

## Lịch sử
Câu lạc bộ được thành lập vào năm 1905.

### Serie C
Đội đã chơi 9 mùa ở Serie C và 2 ở Serie C2.
Đội đã xuống hạng từ Serie C2 trong mùa giải 2003-04 đến Serie D.

## Màu sắc và huy hiệu
Màu sắc của nó là vàng và xanh.